# Auridistomum chelydrae
Auridistomum chelydrae är en plattmaskart. Auridistomum chelydrae ingår i släktet Auridistomum och familjen Auridistomidae. Inga underarter finns listade i Catalogue of Life.